# Milchtritt

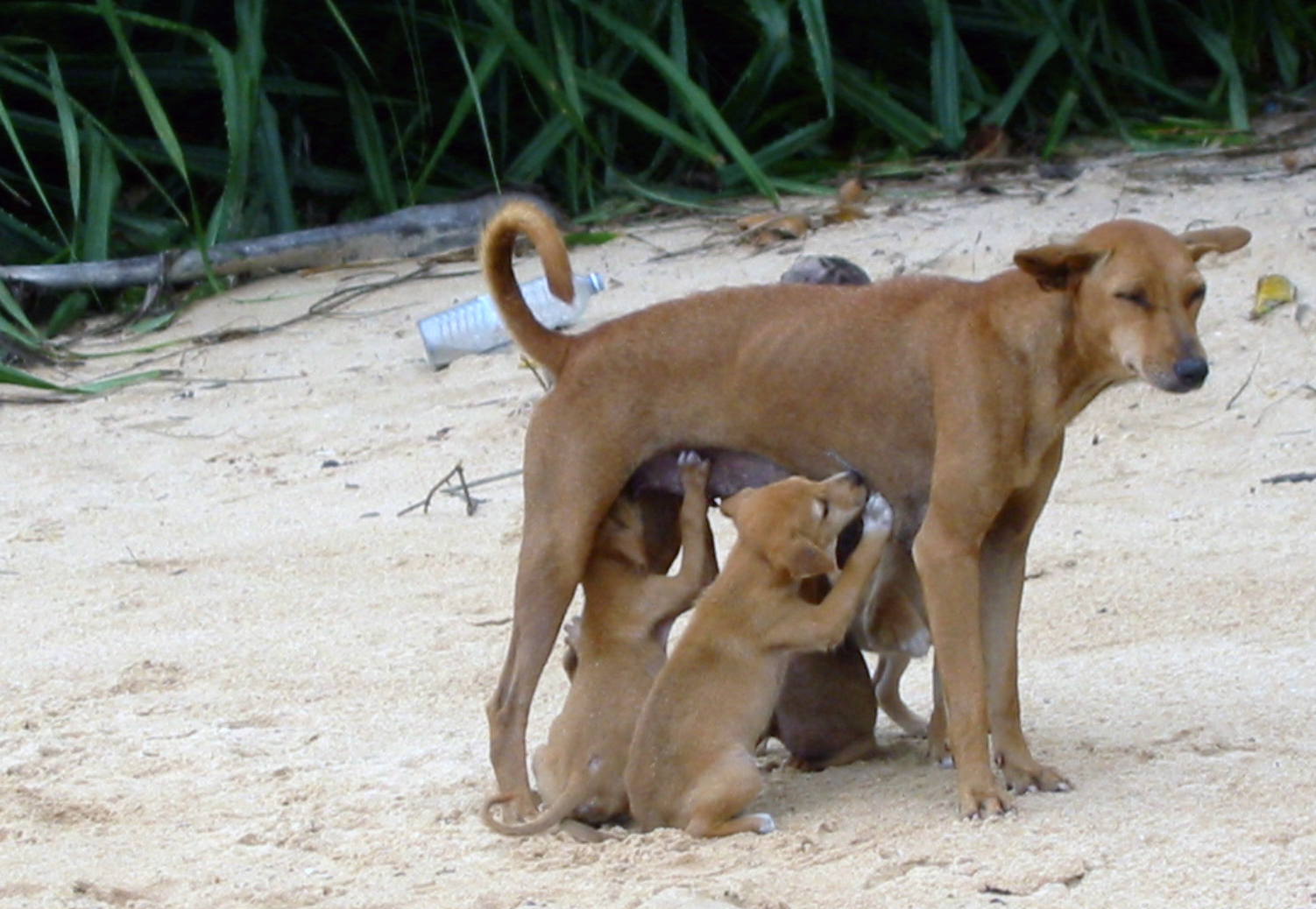
Milchtritt bei Hundewelpen

Als Milchtritt oder  treteln bezeichnet man eine angeborene Verhaltensweise von Säugetieren nach der Geburt, die unter anderem bei Katzen, Hunden, Mäusen und Schweinen beobachtet werden kann. Die Jungtiere drücken unmittelbar vor und auch während des Säugens mehr oder weniger rhythmisch mit den Vorderpfoten gegen die Zitzen des Muttertieres. Durch den Milchtritt wird im mütterlichen Gesäuge der Ejektionsreflex ausgelöst oder verstärkt und so die Abgabe der Milch angeregt.  Das Massieren der Zitzen vor dem Melken einer Kuh hat die gleiche Wirkung. Bei Lämmern lässt sich ein ähnliches Verhalten beobachten, nur dass sie statt der Vorderpfoten ihren Kopf verwenden.

Milchtritt einer erwachsenen Hauskatze

Auch bei erwachsenen Hauskatzen kann gelegentlich der Milchtritt beobachtet werden. Dies Beibehalten von Jugendmerkmalen und juvenilen Verhaltensweisen bei erwachsenen domestizierten Tierarten bezeichnet man als Neotenie. Bei Hauskatzen wird das von Tierhaltern häufig so gedeutet, dass der Milchtritt des Kätzchens beim erwachsenen Tier erhalten geblieben sei. Bei erwachsenen Wildkatzen kommt eine ähnliche Bewegungsabfolge allerdings gleichfalls vor, beispielsweise wenn sie beim Anlegen eines Schlafnests Gras niedertreten.